# Zona Zamfirova
Zona Zamfirova ist ein serbischer Film aus dem Jahr 2002. Der Film spielt gegen Ende des 19. Jahrhunderts, in Serbien, im Ort Niš.

## Handlung
In dem Film geht es um den Goldschmied „Mane“, der einen eigenen Laden besitzt und sich in Zona, die hübsche Tochter des reichsten Kaufmanns der Stadt, verliebt. Sie erwidert seine Gefühle ganz und gar, aber auf Grund des Problems, dass Mane ein einfacher Goldschmied ist und sie die Tochter eines reichen Kaufmanns, steht der jungen Liebe viel im Weg. Denn ihr Vater will natürlich, dass sie einen reichen Mann heiratet. Doch durch eine geglückte Verschwörung gelingt es ihm, sie für sich zu behalten.

## Hintergrund
- Der Film war nach seinem Erscheinen der erfolgreichste Film aller Zeiten in Serbien.